# Identitat de Beltrami

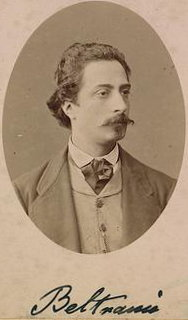
Eugenio Beltrami (1835-1900)

La identitat de Beltrami, que porta el nom del matemàtic italià Eugenio Beltrami, és un cas especial de les equacions d'Euler-Lagrange en el càlcul de variacions.
Les equacions d'Euler-Lagrange serveixen per extremar l'acció de les funcions de la forma
{\displaystyle I[u]=\int _{a}^{b}L[x,u(x),u'(x)]\,dx\,,}
on {\displaystyle a} i {\displaystyle b} són constants, i {\displaystyle u'(x)={\frac {du}{dx}}}.
Si {\displaystyle {\frac {\partial L}{\partial x}}=0}, llavors les equacions d'Euler-Lagrange es redueixen a la identitat de Beltrami,
| {\displaystyle L-u'{\frac {\partial L}{\partial u'}}=C\,,} |
on C és una constant.

## Derivació
La següent derivació de la identitat de Beltrami comença amb l'equació d'Euler-Lagrange, 
{\displaystyle {\frac {\partial L}{\partial u}}={\frac {d}{dx}}{\frac {\partial L}{\partial u'}}\,.}
Multiplicant els dos costats per u′,
{\displaystyle u'{\frac {\partial L}{\partial u}}=u'{\frac {d}{dx}}{\frac {\partial L}{\partial u'}}\,.}
Segons la regla de la cadena,
{\displaystyle {dL \over dx}={\partial L \over \partial u}u'+{\partial L \over \partial u'}u''+{\partial L \over \partial x}\,,}
on {\displaystyle u''={\frac {du'}{dx}}={\frac {d^{2}u}{dx^{2}}}}.
Reordenant això es produeixen
{\displaystyle u'{\partial L \over \partial u}={dL \over dx}-{\partial L \over \partial u'}u''-{\partial L \over \partial x}\,.}
Per tant, substituint aquesta expressió per {\displaystyle u'{\frac {\partial L}{\partial u}}} en la segona equació d'aquesta derivació, 
{\displaystyle {dL \over dx}-{\partial L \over \partial u'}u''-{\partial L \over \partial x}-u'{\frac {d}{dx}}{\frac {\partial L}{\partial u'}}=0\,.}
Segons la regla del producte, l'últim terme es reexpressa com a
{\displaystyle u'{\frac {d}{dx}}{\frac {\partial L}{\partial u'}}={\frac {d}{dx}}\left({\frac {\partial L}{\partial u'}}u'\right)-{\frac {\partial L}{\partial u'}}u''\,,}
i reordenant,
{\displaystyle {d \over dx}\left({L-u'{\frac {\partial L}{\partial u'}}}\right)={\partial L \over \partial x}\,.}
Per al cas de {\displaystyle {\frac {\partial L}{\partial x}}=0}, això es redueix a
{\displaystyle {d \over dx}\left({L-u'{\frac {\partial L}{\partial u'}}}\right)=0\,,}
de manera prenen els resultats de l'antiderivada en la identitat de Beltrami,
{\displaystyle L-u'{\frac {\partial L}{\partial u'}}=C\,,}
on C és una constant.

## Aplicacions

### Solució al problema de la braquistòcrona

La solució al problema de la braquistòcrona és la cicloide

Un exemple d'aplicació de la identitat de Beltrami és el problema de la braquistòcrona, que consisteix a trobar la corba {\displaystyle y=y(x)} que minimitza la integral
{\displaystyle I[y]=\int _{0}^{a}{\sqrt {{1+y'^{\,2}} \over y}}dx\,.}
L'integrand 
{\displaystyle L(y,y')={\sqrt {{1+y'^{\,2}} \over y}}}
no depèn explícitament de la variable d'integració {\displaystyle x}, de manera que s'aplica la identitat de Beltrami,
{\displaystyle L-y'{\frac {\partial L}{\partial y'}}=C\,.}
Substituint per {\displaystyle L} i simplificant,
{\displaystyle y(1+y'^{\,2})=1/C^{2}~~{\text{(constant)}}\,,}
que es pot resoldre amb el resultat posat en forma d'equacions paramètriques
{\displaystyle x=A(\phi -\sin \phi )}
{\displaystyle y=A(1-\cos \phi )}
amb {\displaystyle A} sent la meitat de la constant anterior, {\displaystyle {\frac {1}{2C^{2}}}}, i {\displaystyle \phi } essent una variable. Aquestes són les equacions paramètriques per a una cicloide.